# Brown-Forman
Brown–Forman Corporation er en amerikansk spiritus- og vinvirksomhed. De har kendte brands som Jack Daniel's, Old Forester, Woodford Reserve, GlenDronach, BenRiach, Glenglassaugh, Herradura, Korbel og Chambord. Brown–Forman ejede tidligere Southern Comfort og Tuaca som blev frasolgt i 2016. Deres årsomsætning er på ca. 5 mia. $.